# Q65
Q65 war eine niederländische Rhythm-and-Blues-Band in den 1960er Jahren.

## Besetzung
Gegründet wurde die Gruppe im Januar 1965 von den Haager Gitarristen Joop Roelofs und Frank Nuyens sowie dem Sänger Willem Bieler. Zur Ursprungsformation gehörten außerdem Dick Schulte Nordholt, Peter Vink (beides E-Bassisten) und der Schlagzeuger Jay Baar, der später von Hans Waterman abgelöst wurde. In den folgenden Jahren wechselte die Besetzung mehrfach; neue Bandmitglieder waren unter anderem Eric van de Berk, Derk Groen und Rinus Hollenberg.

## Aufnahmen und Erfolge
Q65 machte sich in den Niederlanden schnell einen Namen als raue, harte Gruppe, die von ihrem Auftreten und der Spielweise her am ehesten mit den frühen Pretty Things vergleichbar war. Ende des Jahres 1965 erhielt sie einen Plattenvertrag bei Decca. Gleich ihre erste Single You're the Victor schaffte es im Februar 1966 bis auf Platz 11 in den niederländischen Charts und war 13 Wochen lang in den dortigen Top 40 vertreten. Dieser Erfolg führte dazu, dass der damals bekannteste niederländische Sänger, Autor und Radio-DJ Peter Koelewijn 1966 mit Q65 die LP Revolution produzierte. Die darauf veröffentlichten Titel zeigten das gesamte Spektrum ihrer Musik, das von Otis Reddings Soulballade Mr. Pitiful über Willie Dixons bluesiges Down in the Bottom und Ellas McDaniels I'm a Man bis zu Allen Toussaints Get out of My Life, Woman reichte; diesen Songs verliehen sie durch ihre Instrumentierung mit mehreren Gitarren und Bässen einen ganz eigenen Klang. In ihren Eigenkompositionen, namentlich Sour Wine, Summer Thoughts in a Field of Weed, I Got Nightmares und Just who's Inside, entfalteten sie aber auch eine individuelle Facette, die ihren Reiz aus dem Kontrast zwischen nahezu melancholisch-getragenem Gesang, Bielers ungeschliffener Stimme und hartem R&B bezog. Diese LP verkaufte sich in ihrem Heimatland innerhalb kürzester Zeit in 35.000 Exemplaren – angesichts der geringen Größe des niederländischen Marktes und der Konkurrenz durch englische und US-amerikanische Beatplatten kein geringer Erfolg.
Um ihre zweite Single, The Life I Live, ebenfalls eine Eigenkomposition von dieser LP, über die Niederlande hinaus bekannt zu machen, reiste Q65 noch im selben Jahr nach London. Dort erhielt die Band aber keine Arbeitsgenehmigung für Auftritte, so dass sie nach einigen Interviews unverrichteter Dinge zurückkehren musste und stattdessen ein Open-Air-Konzert vor 30.000 Fans in Scheveningen gab. Diese 45er-Platte schaffte es zuhause in die Top 10 und blieb der größte Verkaufserfolg der Gruppe, in dessen Folge sie für gut genug befunden wurde, bei Konzerten der Small Faces, Spencer Davis Group, Kinks und ... der Pretty Things als Vorgruppe aufzutreten.

## Die spätere Entwicklung
In der zweiten Hälfte der 1960er Jahre verschwand die Band aus unterschiedlichen Gründen von der „großen Bühne“: Mitglieder wurden zum Wehrdienst eingezogen und konnten nicht gleichwertig ersetzt werden, es gab Differenzen über den Drogenkonsum einzelner Musiker und die Gruppe wirkte angesichts der Veränderungen in der Populärmusik wie ein Überbleibsel vergangener Zeiten. Der Versuch, sich neueren musikalischen Trends anzupassen – 1970 und 1971 veröffentlichte Q65 die stärker in Richtung Psychedelic Rock tendierenden LPs Afghanistan und We Are Gonna Make It –, schlug fehl, so dass die Band sich bald danach auflöste.
Mehrere Mitglieder von Q65 sind inzwischen verstorben (Jay Baar 1990, Wim Bieler 2000 und Dick Schulte Nordholt 2006). Am längsten und erfolgreichsten hat sich Bassist Peter Vink in der Musikszene gehalten, der anschließend bei Finch spielte und auch an Arjen Lucassens Projekt Ayreon mitwirkte.

## Diskografie
Singles

| Jahr | Titel Album         | Höchstplatzierung, Gesamtwochen, AuszeichnungChartsChartplatzierungen (Jahr, Titel, Album, Platzierungen, Wochen, Auszeichnungen, Anmerkungen) | Anmerkungen |
| Jahr | Titel Album         | NL | Anmerkungen |
| ---- | ------------------- | --- | ----------- |
| 1966 | You’re The Victor   | NL11 (13 Wo.)NL |             |
| 1966 | The Life I Live     | NL5 (14 Wo.)NL |             |
| 1966 | I Despise You / Ann | NL19 (7 Wo.)NL |             |
| 1967 | From Above          | NL13 (7 Wo.)NL |             |
| 1967 | World of Birds      | NL8 (9 Wo.)NL |             |
| 1970 | Sexy Legs           | NL40 (2 Wo.)NL |             |